# 洛基冰川
85°18′S 175°20′W / 85.300°S 175.333°W
洛基冰川（英語：Logie Glacier）是南極洲的冰川，位於杜費克海岸，長20公里、寬4公里，流經丘默勒斯山，最終在維克斯冰原島峰東北面注入沙克爾頓冰川。